# Enola (Pensilvania)
Enola es un lugar designado por el censo ubicado en el condado de Cumberland en el estado estadounidense de Pensilvania. En el año 2000 tenía una población de 5,627 habitantes y una densidad poblacional de 1,172 personas por km².

## Geografía
Enola se encuentra ubicado en las coordenadas 40°17′25″N 77°56′4″O / 40.29028, -77.93444.